# Frits Goldschmeding

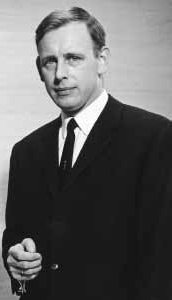
Frits Goldschmeding (Foto aus den späten 1960er Jahren)

Frits J. D. Goldschmeding (* 2. August 1933 in Amsterdam; † 26. Juli 2024) war ein niederländischer Unternehmer, der zu den reichsten Niederländern zählte.

## Leben
Goldschmeding wuchs in Amsterdam auf und studierte bis 1961 Wirtschaftswissenschaften an der Freien Universität Amsterdam; er schloss sein Studium mit einer Promotion ab.
Noch während seines Studiums gründete er 1960 zusammen mit einem Kommilitonen das niederländische Personaldienstleistungsunternehmen Randstad Holding; bis 1964 firmierte es unter dem Namen Uitzendbureau Amstelveen. 1990 brachte er das Unternehmen an die Amsterdamer Börse.
1998 gründete er das Dr. Frits Goldschmeding Insitituut an der Erasmus-Universität Rotterdam und der Wirtschaftsuniversität Nyenrode.
2015 gründete er die gemeinnützige Goldschmeding Foundation, die einen „integrativen Arbeitsmarkt, nachhaltige Arbeit und eine humane Wirtschaft“ fördern will.
Am 29. Juli 2024 gab die Randstad Holding in einer Pressemitteilung bekannt, dass Goldschmeding am 26. Juli 2024 verstorben sei.

## Vermögen und Familie
Laut Forbes gehörte Goldschmeding zu den reichsten Niederländern; das Magazin schätzte sein Vermögen im Oktober 2022 auf 4,5 Milliarden US-Dollar. Er war verheiratet, hatte drei Kinder und lebte mit seiner Familie in Amsterdam.

## Ehrungen
- 1985: Orden von Oranien-Nassau[9]
- 1985: Ritter des Ordens vom Niederländischen Löwen[10]
- 1994: Ehrendoktorwürde der University of Rochester[6]
- 1999: Kommandeur des Ordens von Leopold II.[11]
- 2006: Ehrendoktorwürde der Wirtschaftsuniversität Nyenrode[6]